# أرمنيون (ألافا)
بلدية أرمنيون (بالإسبانية: Armiñón) هي بلدية تقع في مقاطعة ألافا التابعة لإقليم الباسك في شمال إسبانيا.

## الديموغرافيا
يبلغ عدد سكان بلدية أرمنيون 229 نسمة عام 2011 (وفقاً للمعهد الوطني للإحصاء الإسباني).
| 139 | 153 | 167 | 175 | 199 | 207 | 229 |